# Andrew Cox
Andrew Cox (* 6. September 1990 in Auckland) ist ein neuseeländischer Eishockeyspieler, der seit 2020 beim Flyers Ice Hockey Club in der Ice Hockey West Australia Premier League spielt.

## Karriere
Andrew Cox spielte zu Beginn seiner Karriere als Eishockeyspieler zunächst in Finnland in der U20-Mannschaft des Viertligisten Uudenkaupungin Jää-Kotkat. 2010 kehrte er auf die Südhalbkugel zurück und spielte zunächst für West Coast Avalanche in der unterklassigen Western Australian Super League. 2011 wechselte er zum Ligakonkurrenten Northern Vikings. Während der Sommerpause in Australien spielte er Anfang 2012 auch wieder einige Spiele in Finnland, diesmal bei Karhu-Kissat Vantaa in der II-divisioona. Zum Saisonbeginn 2012 kehrte er aber wieder zu den Northern Vikings zurück. Während der laufenden Spielzeit wurde er sodann von Perth Thunder aus der Australian Ice Hockey League verpflichtet. Neben seinen Einsätzen in Perth spielte er 2017 auch erneut einmal für die Northern Vikings. 2018 nahm er am All-Star-Game der AIHL teil. 2020 wechselte er zum Flyers Ice Hockey Club in die unterklassige Ice Hockey West Australia Premier League.

### International
Für Neuseeland nahm Cox an den Weltmeisterschaften der Division II 2011, 2012, 2013, 2014, als er Torschützenkönig und – nach dem Spanier Oriol Boronat – zweitbester Scorer des Turniers war und zum besten Spieler seiner Mannschaft gewählt wurde, 2015, 2016, 2017, 2018 und 2019 teil.

## Erfolge und Auszeichnungen
- 2014 Torschützenkönig der Weltmeisterschaft der Division II, Gruppe B
- 2018 All-Star-Game der Australian Ice Hockey League

## AIHL-Statistik
(Stand: Ende der Saison 2019)